# 66 Маја
66 Маја (лат. 66 Maja) је астероид главног астероидног појаса са пречником од приближно 71,82 km.
Афел астероида је на удаљености од 3,100 астрономских јединица (АЈ) од Сунца, а перихел на 2,194 АЈ.
Ексцентрицитет орбите износи 0,171, инклинација (нагиб) орбите у односу на раван еклиптике 3,047 степени, а орбитални период износи 1573,164 дана (4,307 године).
Апсолутна магнитуда астероида је 9,36 а геометријски албедо 0,061.
Астероид је откривен 9. априла 1861. године.